# 胡德拉

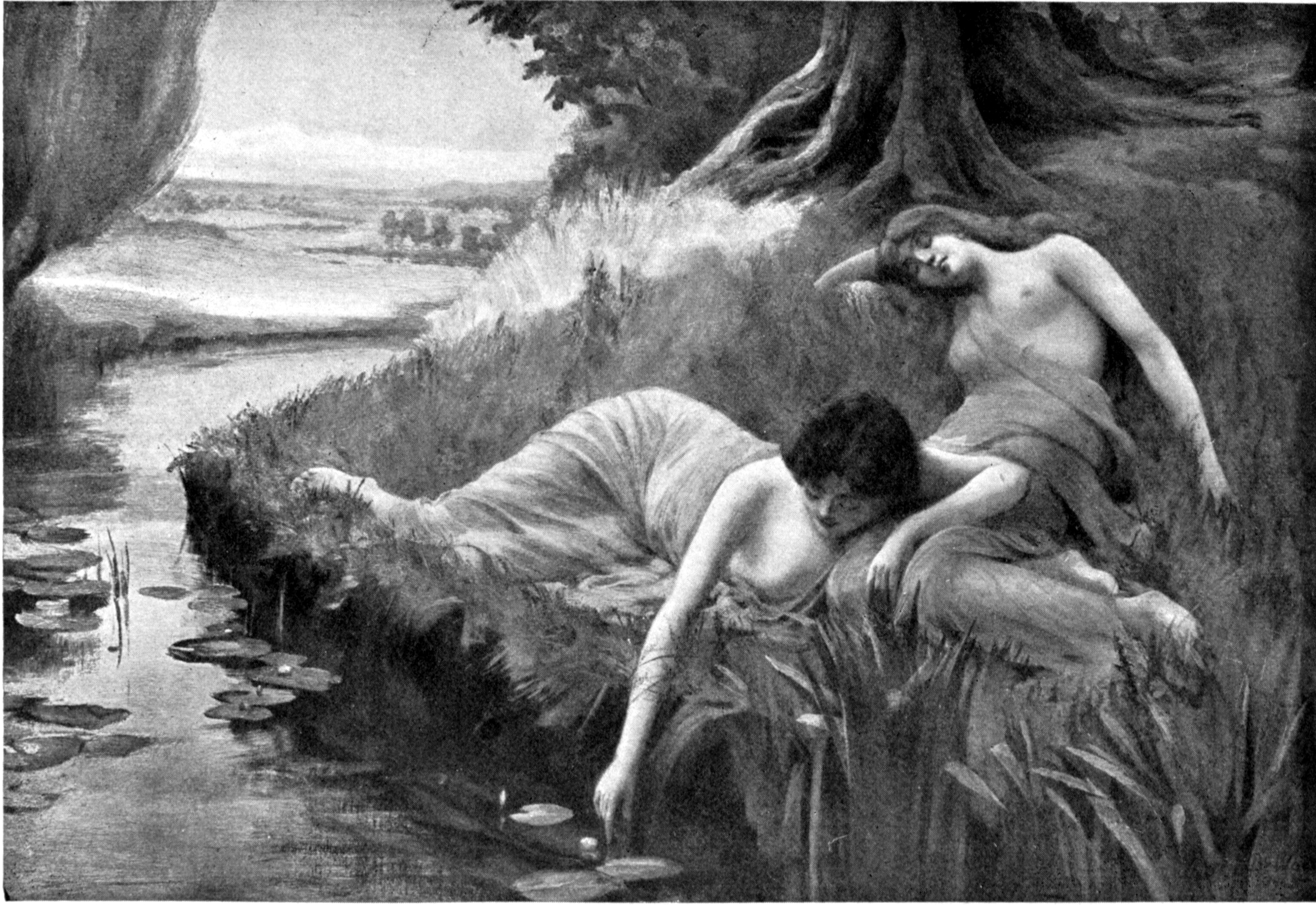
胡德拉

胡德拉（Huldra），或作胡德（Hulder），是斯堪地那維亞傳說中的一種森林精靈。她的名字源自「掩蓋」或「秘密」等詞彙。在挪威，她被稱作「胡德拉」（挪威語：huldra）；在瑞典，她被稱作skogsrå（意指「森林精靈」）或Tallemaja（意指「松樹瑪莉雅」）；薩米人則稱其作ulda。她的名字暗示她是渥爾娃女巫中的Huld及日耳曼傳說中的Holda。
胡德拉指的是女性精靈，男性則被稱作huldrekall，並出現在挪威傳說中；其女性者一般被形容為令人不可置信的、誘人且美麗的，而男性則經常被形容為醜陋而嚇人的，並長著怪異的長鼻子。他們與在地下生活的小妖精（複數作tusser，單數作tusse）有密切關係。